# Rose of Lifta
Rose of Lifta ist ein Jazzalbum von Lena Bloch & Feathery. Die am 12. Juni 2019 im Charlestown Road Studio, Hampton, New Jersey, entstandenen Aufnahmen erschienen am 8. Oktober 2021 auf Fresh Sound Records.

## Hintergrund
Die gebürtige Russin Lena Bloch wanderte 1990 nach Israel aus, dann nach Europa und schließlich 2008 in die Vereinigten Staaten, um sich in der Jazzszene von New York City zu betätigen. 2014 entstand das Album Feathery (Thirteen Note Records) mit ihrem gleichnamigen Quartett. Das zweite Album der Gruppe, Heart Knows (Fresh Sound New Talent, 2017), zementierte ihren unverwechselbaren Ansatz mit dem Bassisten Cameron Brown, dem Pianisten Russ Lossing und dem Schlagzeuger Billy Mintz, notierte Dan McClenagan. Lena Bloch spielt mit ihrer Band Feathery auf dem Album Rose of Lifta sieben Kompositionen – vier von Bloch, drei von Russ Lossing.
Die Produktion des Albums wurde durch eine Kickstarter-Kampagne finanziert.

## Titelliste
- Lena Bloch & Feathery: Rose of Lifta (Fresh Sound Records – FSR-CD 5115)[3]

1. Promise of Return (Lena Bloch) 10:20
2. Mad Mirror (Lena Bloch) 8:10
3. New Home (Russ Lossing) 6:50
4. Climbing Rose of Lifta (Lena Bloch) 10:00
5. Old Home (Russ Lossing) 10:19
6. Mahmoud Darwish (Lena Bloch) 9:24
7. Wintry Mix (Russ Lossing) 6:56

## Rezeption
Nach Ansicht von Dan McClenaghan, der das Album in All About Jazz rezensierte, setze das Album den musikalischen Ansatz ihrer Gruppe fort, die eine geräumige, weite Offenheit, eines Klangs voller spontaner Schönheit und Unvorhersehbarkeit schaffe, vergleichbar mit „vier Federn, die in einer sanften Brise fallen gelassen werden, um in sich kreuzenden Pfaden von verschlungenen Gravitationszielen zu schwanken und zu treiben“. Der Einfluss des Pianisten Lennie Tristano sei hier ebenso wie nahöstliche Motive erkennbar; Soli würden zwar im Allgemeinen nicht im Vordergrund stehen; dennoch würden Losing und Bloch einige dezente Schönheiten liefern. Eine „Sehnsucht nach Heimat“ (der alten und einer neuen) verleihe Blochs Musik eine Beseeltheit und Ehrlichkeit, die vielleicht auf ein universelles menschliches Bedürfnis nach neuen oder alten Wurzeln hinweise, das [die Essenz von] Rose of Lifta ausmache.
Während manche Musiker eher oberflächlich mit interkulturellen Verschmelzungen flirten mögen, sei die Entwicklung der Saxophonistin Lena Bloch als Weltbürgerin eher organisch verlaufen, schrieb Fred Grand im Jazz Journal. Das Motiv hinter dem Namen der Gruppe [deutsch „federleicht“] liege in ihrer Fähigkeit, schnell die Richtung zu ändern und „wie eine vom Wind getragene Feder von Punkt zu Punkt zu schießen“. Lossing teile sich die kompositorischen Aufgaben mit ihr und runde Blochs straffes, aber lockeres Ensemble ab, zusammen mit dem erfahrenen Bassisten Cameron Brown, der immer noch eine elektrisierende Präsenz zeige, und mit dem häufig unterbewerteten Schlagzeughelden Billy Mintz.

Porträt Mahmoud Darwischs in einem Graffiti in Salfit (2010)

Cree McCree schrieb im Down Beat, Lena Bloch schöpfe tief aus ihren persönlichen Themen Exil, Verlust, Wanderung und Immigration. „Promise of Return“, der von Bloch geschriebene Eröffnungstitel, beschwöre die Weissagungen von Schlangenbeschwörern auf einem Album herauf, das von Motiven aus dem Nahen Osten durchdrungen sei, die Bloch weiterhin inspirieren und den palästinensischen Dichter Mahmoud Darwisch als Leitbild anführen. Auf dem gleichnamigen Track, den Bloch Darwisch widme, würde Lossing die Tasten so sinnlich „wie eine Tänzerin streicheln, die ihren Schleier fallen lässt“. Dann, angetrieben von Blochs Tenorsaxophon, explodiere das gesamte Quartett in wirbelnder Derwisch-Manier und biete [musikalisch] eine Bühne für New York, ihre neue Heimatstadt und die letzte Station ihrer Reise.
George W. Harris schrieb in Jazz Weekly, Lena Blochs luftiges Instrument schwebe herrlich über Lossings melancholischem Tastenspiel auf „Mad Mirror“ und auf seinem nach Bill Evans klingenden Klassizismus „New Home“. Das Quartett schiebe sich wie Sand über Browns von nahöstlicher Musik beeinflusstem Puls von „Promise of Return“ und zeige Elemente moderner klassischer Tonalität auf dem prismatischen „Mahmoud Darwish“. Abstrakte und elliptische Farben würden auf „Climbing Rose of Lifta“ gemalt, während sich das Team auf „Wintermix“ wie in einem Teich spiegele. Das Album sei durch „klangliche Pastelltöne“ geprägt, so der Autor.